# Rivière La Martre
Pour les articles homonymes, voir Martre.
63° 15′ 40″ N, 116° 32′ 17″ O

La rivière La Martre est un cours d'eau qui coule dans les territoires du Nord-Ouest. Elle est un affluent de la rivière Marian et contribue au bassin fluvial du fleuve Mackenzie.

## Géographie
La rivière La Martre a une longueur d'une soixantaine de kilomètres. Elle prend sa source au lac La Martre dont elle est le principal émissaire à une altitude de 265 mètres. Sa confluence avec la rivière Marian est à une altitude de 156 mètres soit une dénivellation de 109 mètres. La rivière La Martre s'écoule vers l'Est à côté du village amérindien de Wha Ti et traverse à deux kilomètres au Sud-Est du lac La Martre, le lac Boyer, puis, une quinzaine de kilomètres plus à l'Est, la rivière s'oriente vers le Nord et franchit des rapides séparés en leur centre par une île, pour aboutir aux chutes La Martre. Ensuite, elle s'oriente vers le Nord en direction de la rivière Marian.
Le débit à la source en dessous du Lac La Martre est de 31 m3/s pour un bassin versant de 13 900 km2.